# Sigurd Wikström
Gustaf Sigurd Wikström, född 1 januari 1917 i Västervik, död 7 augusti 2009 i Storvik i Ovansjö församling i Gästrikland, var en svensk teckningslärare, keramiker och målare.
Efter utbildning till teckningslärare var Wikström verksam som lärare i bland annat Hofors och har vid sidan av sitt arbete varit verksam som konstnär och kursledare i keramikkurser. Han medverkade i samlingsutställningar med Föreningen Konstintresse och Gävleborgs konstförening i Gävle. Hans konst består av stilleben och landskapsskildringar.